# Гридкино (Вологодская область)
Гридкино — деревня в Харовском районе Вологодской области.
Входит в состав Харовского сельского поселения, с точки зрения административно-территориального деления — в Харовский сельсовет.
Расстояние до районного центра Харовска по автодороге — 22 км. Ближайшие населённые пункты — Деряжница, Сибла, Стегаиха.
По данным переписи в 2002 году постоянного населения не было.